# جيلكو مالنار
جيلكو مالنار (12 أبريل 1944 - 9 يوليو 2013) كان مسافرًا كرواتيًا وكاتبًا وأحد مشاهير التلفزيون ، اشتهر ببرنامجه الأسبوعي Nightmare Stage وجمهوريته الساخرة جمهورية بشينيتسا.

## سيرة شخصية
كانت رحلته الأولى في عام 1964 في منطقة بيرويتشا ، البوسنة والهرسك ، آخر غابة بدائية متبقية في أوروبا.
بين عامي 1965 و1995 سافر إلى الشرق الأوسط وإفريقيا وأمريكا الجنوبية وأوقيانوسيا وباكستان والهند في بعثات عديدة. شارك في تأليف كتاب Upotrazi za staklenim gradom ( في السعي وراء المدينة الزجاجية ).
.ألف مالنار أكثر من 100 فيلم وثائقي من تركيا، الأردن، إثيوبيا، العراق، إيران، اليمن، سوريا، المملكة العربية السعودية، أفغانستان، باكستان ، الهند ، التبت ، سريلانكا ، بورما ، تايلاند ، فيتنام ، ماليزيا ، إندونيسيا ، بنما ، الإكوادور ، ساموا ، جنوب المحيط الهادئ ، نيو هبريدس ، جزر سليمان ، إلخ. حصل على العديد من الجوائز في جميع أنحاء العالم - مهرجان شيكاغو السينمائي الدولي، مهرجان برشلونة السينمائي، إلخ. وفي عام 1986 حصل على مفاتيح مدينة فورت وورث ودالاس في ولاية تكساس الأمريكية من عمدة المدينة بوب بولان مكافأة له على التقريب بين الثقافات والشعوب. وهو الحامل الوحيد للألقاب الأجنبية SEIU (الرؤساء المتحدثون) الدول البولينيزية ساموا
في عام 1992، بدأ مالنار في إنتاج Nightmare Stage ، وهو عرض استضاف العديد من الشخصيات الخلابة من شوارع زغرب (Cro Rom، Stankec، Tarzan، Jaran، Laki، Ševa إلخ.). أعلن مالنار نفسه رئيسًا لما يسمى بجمهورية بشسينتسا (ضاحية زغرب) في بداية التسعينيات، وهو مشروع ساخر، محاكاة ساخرة للمشهد السياسي الكرواتي المعاصر.

## رحلة الإسكندر الثالث المقدوني
لطالما كان مالنار مفتونًا بالإسكندر الثالث المقدوني (الإسكندر الأكبر) وأسفاره على ظهور الخيل. قرر تكرار رحلة الإسكندر إلى أفغانستان بالحصان. وكما قال لاحقًا، كانت هذه هي الرحلة الأطول والأصعب بالنسبة له والتي لم ينته منها. وبعد عامين من التحضير في 30 مايو1991. انطلق مالنار مع أصدقائه الأربعة وأربعة خيول وسيارة جيب إلى الشرق . بدأوا في كارلوفاتس ، كرواتيا ، ثم سافروا عبر مقدونيا وبلغاريا إلى تركيا . وفي تركيا، اكتشف مالنار أن الحرب اندلعت في كرواتيا، فقرر السفر تحت العلم الكرواتي بدلاً من العلم اليوغوسلافي، مما أدى إلى إلغاء الدعم مما أدى إلى مشاكل مالية. عندما وصل الى سوريا ، ساعدتهم الحكومة السورية في حملتهم وقدمت لهم كل الإمدادات، في لبنان ، حل مالنار ضيفًا على الشيخ عباس الموسوي ، الذي توفي بعد عشرة أيام في هجوم إسرائيلي. كما كان في استقبالهم محمد حسين فضل الله . توقفت الرحلة عام 1992 في الأردن ، بالقرب من الحدود مع المملكة العربية السعودية ، بسبب خسارة شخصية في عائلة مالنار.

## أفلام
- أكثر من 70 فيلمًا وثائقيًا مستقلاً من جميع أنحاء العالم (1975-1995)
- رحلة إلى عوالم أخرى ، سلسلة وثائقية (1982-1986)
- بيسشينوبوليس (2004)
- هرفاتسكا مورا ("الكابوس الكرواتي") (2005)

## كتب
- Upotrazi za staklenim gradom ("البحث عن المدينة الزجاجية"، 1986)
- Filozofija Republike Peščenice ("فلسفة جمهورية Peščenica "، 2004)
- زيليكو مالنار - بوت ألكساندرا فيليكوج ("زيليكو مالنار - طريق الإسكندر الأكبر"، 2013)

## عرض تلفزيوني
- أسرار الطهاة الكبار ، برنامج الطبخ اليوغوسلافي على تلفزيون زغرب ، حلقة واحدة، الكاري الهندي (1987)
- بروليتراك ، برنامج تلفزيوني للأطفال على تلفزيون بلغراد (1988)
- مرحلة الكابوس (3 أكتوبر 1992 – 26 يونيو 2010)
- مالي نوتشني رازغوفوري (9 أكتوبر 2010 - 28 مايو 2011)
- U Predsjedničkoj Rezidenciji (24 فبراير 2013 – 12 مايو 2013)